# Matuzumab
Matuzumab (auch als EMD72000 bezeichnet) ist ein therapeutischer, weitgehend humanisierter, monoklonaler Antikörper vom Typ IgG1, gegen den EGF-Rezeptor (Epidermal Growth Factor Receptor), zur Bekämpfung von Krebstumoren.
Matuzumab ist eine Entwicklung der Merck KGaA. Die Weiterentwicklung von Matuzumab stellte Merck 2007 ein.
Matuzumab ist im Gegensatz zu dem bereits für verschiedene Krebsarten zugelassenen Cetuximab, welches ein chimärer Antikörper mit Proteinanteilen aus Maus und Mensch ist, fast vollständig humanen Ursprungs. Es ist deshalb für Patienten mit einer besseren Verträglichkeit zu rechnen.

## Wirkungsmechanismus
Der Antikörper ist gegen ein Protein gerichtet, das in den Zellmembranen von menschlichen Körperzellen zu finden ist. Dieses Enzym, eine Rezeptor-Tyrosinkinase mit der Bezeichnung EGFR empfängt chemische Signale, so genannte Wachstumsfaktoren, die sich in der Gewebsflüssigkeit befinden, und regt dann den Zellstoffwechsel an. Krebszellen haben oft sehr viele EGFR-Moleküle in ihren Zellmembranen. Beim Darmkrebs ist EGFR bei 80 % der Zellen überexprimiert, das heißt deutlich häufiger als in normalen Gewebezellen. Matuzumab bindet an den EGFR. Durch diese Bindung werden die Aktivierung des Rezeptors und das nachgeschaltete Signalleitungssystem gehemmt, wodurch sowohl die Invasion der Tumorzellen in gesundes Gewebe, als auch die Ausbreitung der Tumoren in neue Körperregionen (Metastasierung) vermindert werden soll.

## Klinische Erprobung
Matuzumab befindet sich noch in der klinischen Erprobung. Nach Darstellung der pharmakokinetischen Eigenschaften in einer Phase-I-Studie erfolgt zurzeit die Untersuchung der Substanz beim fortgeschrittenen Magenkarzinom in mehreren Phase-II-Studien.
Auf der Konferenz der American Society of Clinical Oncology (CASCO) im Mai 2005 wurden folgende Ergebnisse aus klinischen Phase II Studien mit Matuzumab vorgestellt:
Fortgeschrittenes, nicht-kleinzelliges Bronchialkarzinom (NSCLC)
Das Ansprechen auf die Therapie mit Matuzumab und Paclitaxel war unabhängig von Mutationen in der Kinasedomäne des EGFR. Derartige Mutationen werden bei etwa 2 bis 25 Prozent der NSCLC-Patienten beobachtet. Einige Forschungsergebnisse hatten eine Korrelation zwischen der Wirksamkeit von EGFR-Tyrosinkinasehemmern und dem Vorliegen von Mutationen gezeigt. Die Wirkung von Matuzumab scheint gemäß den aktuellen Daten nicht von dieser Mutation abhängig zu sein.
Fortgeschrittene Adenokarzinome von Magen und Speiseröhre
Vorläufige Ergebnisse zweier Studien zeigen eine gute Verträglichkeit von Matuzumab in Kombination mit zwei Standard-Chemotherapien – Cisplatin, 5-Fluoruracil und Leukovorin (PFL) sowie Epirubicin, Cisplatin und Capecitabin (ECX) – im Rahmen einer Erstlinien-Therapie. Ansprechraten von bis zu 53 % mit einer Kombination von Matuzumab und Epirubicin/Cisplatin/Capecitabin.
Im August 2007 teilt Merck mit, dass Matuzumab aufgrund negativer Ergebnisse in Phase II Studien nicht bei Darmkrebs zum Einsatz kommen wird.